# Gare de Saint-Michel-sur-Orge
Pour les articles homonymes, voir Gare de Saint-Michel.
La gare de Saint-Michel-sur-Orge est une gare ferroviaire française de la ligne de Paris-Austerlitz à Bordeaux-Saint-Jean, située sur le territoire de la commune de Saint-Michel-sur-Orge, dans le département de l'Essonne en région d'Île-de-France.
C'est une gare de la Société nationale des chemins de fer français (SNCF) desservie par le RER C.

## Situation ferroviaire
Établie à 66 mètres d'altitude, la gare de Saint-Michel-sur-Orge est située au point kilométrique (PK) 28,047 de la ligne de Paris-Austerlitz à Bordeaux-Saint-Jean entre les gares de Sainte-Geneviève-des-Bois et Brétigny.

## Histoire
La station de Saint-Michel est officiellement mise en service le 5 mai 1843 par la Compagnie du chemin de fer de Paris à Orléans (PO), lorsqu'elle ouvre à l'exploitation les 102 kilomètres de sa ligne de Juvisy (Paris) à Orléans.
En 1858, la station « Saint-Michel » située à 29 kilomètres de la gare de départ, entre les stations de Épinay-sur-Orge et de Brétigny, dessert un village de 1 700 habitants. Dix ans plus tard, en 1868, Adolphe Joanne fait de nouveau figurer la station dans l'un de ses guides. La huitième station, Saint-Michel, est située à 5 kilomètres de la précédente, Épinay, et à 29 km de Paris, dessert un village de 611 habitants. Elle dispose de vastes ateliers de la Compagnie du PO et des omnibus assurent des correspondances pour Marcoussis et Montlhéry.
En 2022, selon les estimations de la SNCF, la fréquentation annuelle de la gare est de 2 863 633 voyageurs.

## Service des voyageurs

### Accueil
Gare SNCF, elle dispose d'un bâtiment voyageurs ouvert tous les jours et d'un guichet Transilien ouvert tous les jours de 6 h 5 à 12 h 35 et de 13 h 10 à 19 h 50, elle est équipée d'automates pour l'achat de titres de transport Transilien et Grandes lignes.

### Desserte
Saint-Michel-sur-Orge est desservie par les trains de la ligne C du RER.

### Intermodalité
La gare est desservie par les lignes DM11A, DM11E, DM11G du réseau de bus Paris-Saclay, par les lignes 4539, 4540, 4541, 4542 et 4579 du réseau de bus Cœur d'Essonne , par la ligne scolaire 4280 du réseau de bus Évry Centre Essonne, par le service de transport à la demande « Cœur d'Essonne 4595 » et, la nuit, par la ligne N131 du réseau Noctilien.